# Blackpool
Blackpool [ˈblækpuːl] ist eine englische Küstenstadt an der Irischen See. Traditionell war Blackpool Teil der Grafschaft Lancashire, wurde aber am 1. April 1998 unabhängige – gebietsfreie – Körperschaft (Unitary Authority).
Blackpool hat drei Piers, der nördliche wurde 1863 gebaut, der mittlere 1868 und der südliche 1893. Der 158 Meter hohe Blackpool Tower steht seit Mai 1894 am Pier. Der 4-seitige Stahlfachwerkturm hat eine geschwungene Kontur wie der Pariser Eiffelturm.
Blackpool ist bekannt als Firmensitz des Sportwagenherstellers TVR und als Produktionsstätte der Firma Jaguar.
Ab dem 19. Jahrhundert war die Stadt besonderes Ferienziel der nordenglischen Arbeiterklasse. (Bis sie in den 1960er Jahren von der Mittelmeerregion abgelöst wurde.) Der Freizeitpark Blackpool Pleasure Beach ist einer der größten in Europa.
Blackpool ist eine der ärmsten Städte Englands und gilt als soziales Notstandsgebiet. Die durchschnittliche Lebenserwartung der 140.000 Einwohner liegt etwa zehn Jahre unter der Lebenserwartung in London-Westminster. Im britischen Index of Multiple Deprivation belegt Blackpool den letzten Platz von 317 Kommunen des UK.

## Geschichte

Blackpool Pier Aerial Ansicht 2023

Blackpool gilt als eine der Geburtsstätten des modernen Massentourismus. Gegen Ende des 18. Jahrhunderts profilierte sich der Ort zunächst als Seebad für die wohlhabende Bevölkerung Nordenglands. Die Nähe zu den Textilstädten des nahe gelegenen Lancashire bewirkte aber schon früh auch eine Ausrichtung auf breitere Besucherschichten. Schon bevor die Eisenbahn 1840 Blackpool erreichte, gab es organisierte Ausflugsfahrten von Arbeiter-Sparvereinen nach Blackpool, deren Teilnehmer nach der Stadt Padiham etwas abschätzig „Padjammer“ genannt wurden. Diese Ausflugsgäste wurden in katastrophalen Massenquartieren untergebracht. Dennoch blieb Blackpool auch das „Nobelpublikum“ bis weit ins 19. Jahrhundert erhalten – der Erste Pier (1863 errichtet, heute der Nordpier) zielte auf dieses zahlungskräftigere Publikum, während der 1868 eröffnete zweite (heute der mittlere) Pier bald als Tanzplattform für die Textilarbeiter dienen sollte. 1842 sprach eine Gruppe von Sonntagsschullehrern bei der damals in Schwierigkeiten befindlichen P&W-Bahnlinie wegen eines 50%igen Sonderrabattes für den Sonntagsausflug ihrer Vereinigung nach Blackpool vor – diese Reise vom 3. Juli 1842 wurde zu einem der ersten Beispiele des modernen organisierten Massentourismus in Form der Gesellschaftsreise. Solche Sonntagsausflüge zum halben Preis wurden binnen kurzem zu einer Erfolgsformel der britischen Bahngesellschaften. Durch die Schaffung der vier so genannten Bank Holidays kam es 1870–80 zu einem gewaltigen Anschwellen der Besucherströme Blackpools und der entsprechenden Vergnügungsetablissements, etwa des 1872 eröffneten Tanzpalastes Raikes Hall, der auch durch seine patriotischen Feuerwerke berühmt wurde. Im September 1879 trat Blackpool aus Gründen der Rettung einer konjunkturell schwachen Tourismussaison als Pionier der elektrischen Beleuchtung auf – die herbstliche Illumination ist seither zu einem Markenzeichen des Badeortes geworden. Weitere Touristenattraktionen waren der bis heute bestehende Blackpool Tower (1894) und das 1896 vom Ingenieur Walter B. Basset errichtete und bis 1928 existierende Riesenrad Gigantic Wheel. Im 20. Jahrhundert waren viele von diesen Attraktionen durch moderne Fahrgeschäfte und Achterbahnen (z. B. Big Dipper und The Big One) ersetzt worden.
Ab den 1960er-Jahren wurden Urlaubsreisen in die wärmere und sonnigere Mittelmeerregion durch das Aufkommen von Billigfluggesellschaften und Pauschalreisen deutlich günstiger und damit attraktiver als Strandurlaube im vergleichsweise kühlen Blackpool. Danach begann der wirtschaftliche Abschwung der Region. 1964 wurde der Bahnhof Blackpool Central railway station geschlossen; seitdem endet die Bahnstrecke beim Bahnhof Blackpool North railway station.
Hinzu kam die Konkurrenz von Freizeitparks. Am Ende des 20. Jahrhunderts wurde die Stadt bei der britischen Bevölkerung häufig mit einem billigen, kitschigen Ort für wilde Junggesellenabschiede assoziiert. Trotzdem blieb Blackpool eine tourismuszentrierte Stadt, und die Stadtverwaltung investierte Millionen in Attraktionen, Verkehrsverbindungen und Werbung, um Blackpool neu zu erfinden. Seit 2011 gibt es die zehnte Niederlassung von Madame Tussauds Wachsfigurenkabinett. Zumindest seit August 2005 hat Blackpool wieder ein Riesenrad – mit etwa 50 m Höhe, 26 drehbaren Gondeln und mit nachgerüsteter teilflächiger LED-Illumination.

## Veranstaltungen
Außerhalb der Ferienzeit werden in den Winter Gardens (Blackpool) größere politische Konferenzen und Treffen abgehalten. Früher hielten die Tories und die Labour Party ihre Parteitage in Blackpool ab.
Ein sportliches Großereignis ist das jährlich stattfindende Blackpool Dance Festival im beeindruckenden Empress Ballroom in den Winter Gardens, das weltweit wichtigste und größte Festival des Tanzsports.
In Blackpool findet jährlich das größte Zauberkunst-Festival der Welt statt, die Blackpool Magic Convention. 2017 fand es zum 65. Mal statt.
In Blackpool findet jährlich das Rebellion Festival, ein Punk Rock-Festival, statt.

## Verkehr

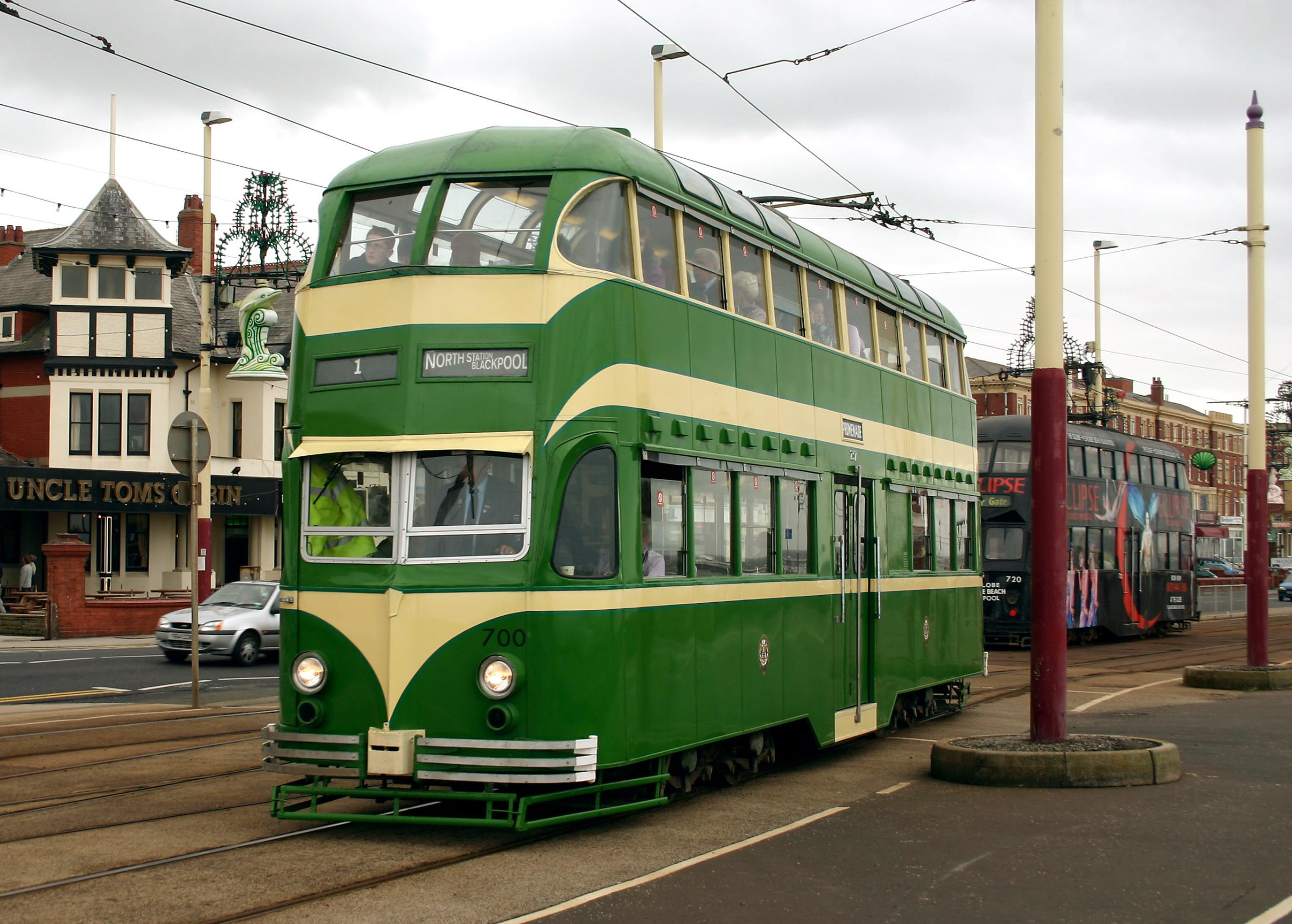
Eine Straßenbahn in Blackpool

Die Straßenbahn Blackpool ist eine der ältesten Großbritanniens. Entlang der Strandpromenade der Stadt verkehren Museums-Straßenbahnen, die nach Abschaffung der regulären Trambahnen in den 1950er- und 1960er-Jahren lange Zeit die einzigen auf den Britischen Inseln waren. Seit dem ausgehenden 20. Jahrhundert werden jedoch die Straßenbahnnetze in zahlreichen britischen Städten erneut ausgebaut. Bis heute einmalig in Europa sind die doppelstöckigen Straßenbahnwagen in Blackpool, die allerdings nur noch an wenigen Tagen im Jahr verkehren.
Per Zug besteht eine stündliche und direkte Anbindung nach Manchester und zum Manchester Airport. Außerdem gibt es Verbindungen nach York und zum Bahnhof Euston.
In Blackpool endet der M55 motorway.
Der unmittelbar an das Stadtgebiet angrenzende Blackpool Airport liegt ungeachtet seines Namens bereits auf dem Gebiet der Nachbarstadt Lytham St Annes.

## Sport
Blackpool beheimatet eine Profi-Fußballmannschaft, den FC Blackpool.
Im Norbreck Castle Hotel wurden als wichtige Ranglistenturniere im Snooker von 1987 bis 1990 die Classic ausgetragen.

## Politik

### Stadtrat
- Labour: 27
- Cons.: 14
- Reform: 1

## Städtepartnerschaft
Die Stadt Blackpool unterhält eine Städtepartnerschaft mit Bottrop (Nordrhein-Westfalen).

## Söhne und Töchter der Stadt
- Lucy Morton (1898–1980), Schwimmerin
- William Lyons (1901–1985), Gründer der Automarke Jaguar
- June Tripp (1901–1985), britisch-US-amerikanische Schauspielerin
- Ferry Gebhardt (1909–1989), Konzertpianist, Bruder von Rio Gebhardt
- Frank Swift (1913–1958), Fußballtorhüter
- Harry Eastham (1917–1998), Fußballspieler
- Trevor Wilkinson (1923–2008), Automobilkonstrukteur und Unternehmer
- Eddie Harvey (1925–2012), Jazzmusiker
- Ian Christie (1927–2010), Jazz-Klarinettist und Autor
- Basil Kirchin (1927–2005), Jazzmusiker, Filmkomponist
- Keith Christie (1931–1980), Jazz-Posaunist
- Michael Smith (1932–2000), kanadischer Chemiker, Nobelpreisträger für Chemie (1993)
- Derek Thomas Whiteside (1932–2008), Mathematik-Historiker
- Brian London (1934–2021), Boxer
- Janet Munro (1934–1972), Schauspielerin
- Dennis Crompton (1935–2025), Architekt und Autor
- George Eastham (1936–2024), Fußballspieler
- Derek Woodman (* 1936), Motorradrennfahrer
- Cynthia Lennon (1939–2015), Ehefrau John Lennons
- John Mahoney (1940–2018), Schauspieler
- Tania Mallet (1941–2019), Fotomodell und Schauspielerin
- David Sherrington (* 1941), Physiker
- Graham Nash (* 1942), Sänger und Songwriter
- Andy Summers (* 1942), Musiker
- Peter Gordon (1943–2016), Radrennfahrer
- Tom McNally, Baron McNally (* 1943), Politiker
- Nigel Noble (* 1943), Tonmeister, Dokumentarfilmer, Filmregisseur und Filmproduzent
- David Atherton (* 1944), Dirigent
- Phil May (1944–2014), australischer Weit- und Dreispringer
- Tony Ashton (1946–2001), Rockmusiker
- Julie Grant (* 1946), Sängerin
- Jeffrey Hammond (* 1946), Rockmusiker
- John Hurst (1947–2024), Fußballspieler
- Pauline Moran (* 1947), Schauspielerin
- Maddy Prior (* 1947), Folksängerin
- John Evan (* 1948), Musiker, Mitglied von Jethro Tull
- Ilona Sekacz (* 1948), Komponistin
- Roger Kenyon (* 1949), Fußballspieler
- John Sumner (* 1951), Schauspieler
- Carol Royle (* 1954), Schauspielerin
- Peter Chelsom (* 1956), Filmregisseur
- Phil Kenyon (* 1956), Squashspieler
- Richard Stanhope (* 1957), Ruderer und Olympionike
- Caroline O’Neill (* 1958), Schauspielerin
- David Ball (* 1959), Musiker und Produzent, Mitglied der Gruppe Soft Cell
- Chris Lowe (* 1959), Musiker, Mitglied der Pet Shop Boys
- Robert Smith (* 1959), Musiker, Gründer von The Cure
- Ronnie Baxter (* 1961), Dartspieler
- David Thewlis (* 1963), Schauspieler und Autor
- Lester Ellis (* 1965), australischer Boxer
- Steve Barker (* 1971), Regisseur und Drehbuchautor
- Alfie Boe (* 1973), Tenor
- Helen Chatterjee (* 1973), Biologin und Hochschullehrerin
- Nick McCarthy (* 1974), Musiker, Gitarrist der schottischen Band Franz Ferdinand
- Wes Newton (* 1977), Dartspieler
- Gavin McCann (* 1978), Fußballspieler
- Carl Myerscough (* 1979), Kugelstoßer und Diskuswerfer
- Laura Whittle (* 1985), Leichtathletin
- Jenna Coleman (* 1986), Schauspielerin
- Hollie Thomson (* 1986), Fußballspielerin
- Susannah Townsend (* 1989), Feldhockeyspielerin
- Alan Burton (* 1991), Fußballspieler
- Sam Gradwell (* 1991), Wrestler
- Aiden Grimshaw (* 1991), Popsänger
- Rae Morris (* 1992), Musikerin
- James Drake (* 1993), Wrestler
- Scott Tanser (* 1994), Fußballspieler
- James Cahill (* 1995), Snookerspieler
- Tom Gregory (* 1995), Sänger
- Joe Riley (* 1996), Fußballspieler
- Oliver Denham (* 2002), walisisch-englischer Fußballspieler
- Tony Weston (* 2003), Fußballspieler